# الثورة المكسيكية (1910-1920)

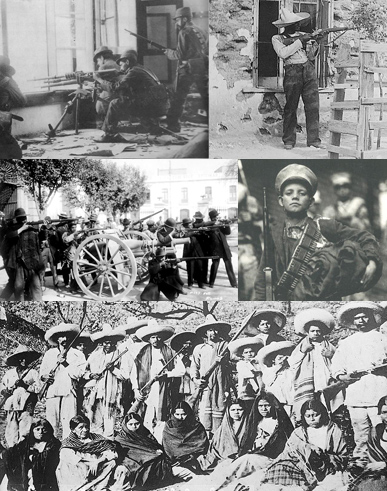
مجموعة صور من أحداث الثورة المكسيكية

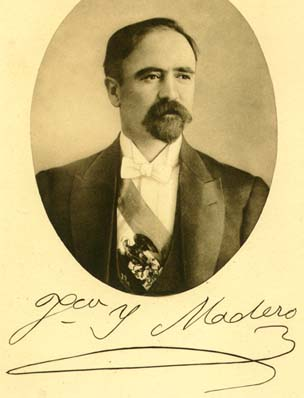
فرانسيسكو آي ماديرو ، كان رئيس الحزب الوطني المناهض لإعادة الانتخاب ومؤلف خطة سان لويس ، التي دعت إلى حمل السلاح ضد حكومة دياز.

الثورة المكسيكية هي انتفاضة شعبية مسلحة أندلعت في المكسيك بين أنصار فرانسيسكو ماديرو وأنصار بورفيريو دياز على عندما ندد فرانسيسكو ماديرو في 20 نوفمبر 1910 بالتزوير الانتخابي الذي دبره الرئيس بورفيريو دياز، ودعا إلى انتفاضة وطنية. ألقى بورفيريو دياز بفرانسيسكو ماديرو إلى السجن فهرب الأخير منه إلى الولايات المتحدة الاميركية حيث أعلن نفسه رئيساً ثم دخل بعد ذلك المكسيك ثانية بمعاونة العديد من الفلاحين الثوار. وفي مارس 1911 استطاعت جماعة صغيرة تنتمي إلى زاباتا من الاستيلاء على مدينة غواتلا وقطع الطريق المؤدية إلى العاصمة مكسيكو. بعد اسبوع على ذلك استقال دياز وغادر إلى أوروبا بعد أن عين رئيساً مؤقتاً خلفاً له ثم دخل زاباتا ومعه خمسة آلاف مقاتل إلى كورنافاكا عاصمة ولاية موريلوز.عاد ماديرو إلى البلاد ودخل العاصمة مكسيكو مكللاً بالنصر، والتقاه زاباتا الذي طلب منه ان يبذل قصارى جهده للضغط على الرئيس المؤقت لاعادة الأرض إلى الفلاحين. في المقابل أصرّ ماديرو على نزع سلاح الفلاحين الثوار وعرض على زاباتا مكافأة يستطيع بها شراء ارض له، فرفض زاباتا هذا العرض وبدأ بنزع سلاح جماعته لكنه توقف في اللحظة التي ارسل فيها الرئيس المؤقت جيشه لمحاربة الثوار.
انتهت الثورة المكسيكية من نظام برجوازي من نوع بونابارتي واضح. وقامت البرجوازية بالثورة المضادة تحت راية الثورة، والتي تحولت إلى «مؤسسة». وكان الحزب الثوري الدستوري حزبا بونابارتيا، وبفضله تمكنت البرجوازية من إخفاء سياستها الطبقية. بعد كارانزا، قام غيره من السياسيين بإصلاحات، تمكنت البرجوازية المكسيكية من تحقيق درجة من الاستقرار في أمريكا اللاتينية على مدى فترة طويلة.
سمّى جون ووماك مؤرخ الثورة الممكسيكية خطة أيالا بأنها «الكتاب المقدس» عند الزاباتيين. كتب الخطة كل من إميليانو زاباتا وأوتيلو مونتانيو ووقعها الاثنان في 25 نوفمبر 1911، وأعلناها في 28 نوفمبر في العام ذاته. وأصبحت برنامج العمل للتمرد الزاباتي بعد انفصالهم عن مبادر الثورة المكسيكية فرانسيسكو ماديرو. وبالإضافة إلى إدانة خيانة ماديرو الذي اعتبرته أكثر تنازليًا، تطرح خطة أيالا مطالب التمرد الزاباتي الزراعي: إعادة الأراضي التي أخذت من القرى خلال البورفيرياتو وإعادة التوزيع الزراعي للعزب الكبار، مع دفع التعويضات. وكان من شأن الفلاحين الزاباتيين الذين كان مقرهم في ولاية موريلوس الجنوبية أن يطالبوا بهذه الحقوق بقوة السلاح، ولذا أن يستمروا في التمرد الذي بدأه ماديرو، والذي لم يكتمل على يده.
في خضم حملته هذه، أخذ زاباتا يوزع الأرض التي يتم الاستيلاء عليها بلا تعويض. كان «الزاباتيون» يتجنبون اسلوب حرب العصابات. في بعض الاحيان كان زاباتا يجند الآلاف من الرجال المحاربين مقابل دفع رواتب لهم من خلال فرض الضرائب على المدن الري فية وانتزاع المال من الاثرياء.
في بداية عام 1913، أمر قائد القوات المسلحة فيكتوريانو ويرتا التخطيط للانقلاب وذلك مع القوى السياسية والاتفاق مع السفير الامريكى للاطاحهMadero بمادريو والاستعانة بهورتا حاكما للبلاد وتم تأيد القرار من قبل الحكومات العالمية وحينما تم عزله وأُغتيل ماديرو في فبراير 1913م وصل زاباتا ورجاله عند ضواحي مدينة مكسيكو ورفضوا عرض هورتا للاتحاد معه فأدى ذلك إلى منع هورتا من إرسال كل قواته لمحاربة الفلاحين الثائرين في الشمال ممن شكلوا تحت إدارة السياسي المعتدل فينو سيتانو كارانزا الجيش الدستوري لدحر الدكتاتور الجديد. وفي صيف 1913 أعلن رئيس الولايات المتحدة الإمريكية «ويلسون» رفضه الاعتراف بهورتا كحاكم للبلاد حيث اعتبروه مغتصب للحكم مما ترتب عليه اقالته ثم هروبه وتم توقيفه ووضعه قيد الاقامه الجبريه حنى توفى في عام 1916. كان زاباتا يعلم جيداً ان رجال كارانزا الدستوريين يخشونه. وحينما هرب هورتا دعا زاباتا الدستوريين لقبول خطته «إيالا» وحذرهم من انه سيستمر في القتال بشكل مستقل حتى تنفذ خطته. في أكتوبر 1914م دعا كارانزا إلى لقاء كل الفصائل الثورية المقاتلة. رفض باتشو فيللا الذي كان يقود أهم جزء من الجيش في الشمال حضور الاجتماع معتبراً مدينة مكسيكو أرضاً عدوة. بعد ذلك انتقل الاجتماع إلى مدينة اوغاسكالينتس حيث حضر كل من جماعة فيللا وزاباتا. وفي الحقيقة فان هاتين الجماعتين تؤلفان الاغلبية الساحقة من المقاتلين. وفي الاجتماع اتفق على تعيين الجنرال أولاليو غويتريس كرئيس مؤقت. رفض كارانزا هذا القرار وانتقل مع حكومته إلى مدينة فيراكروز.

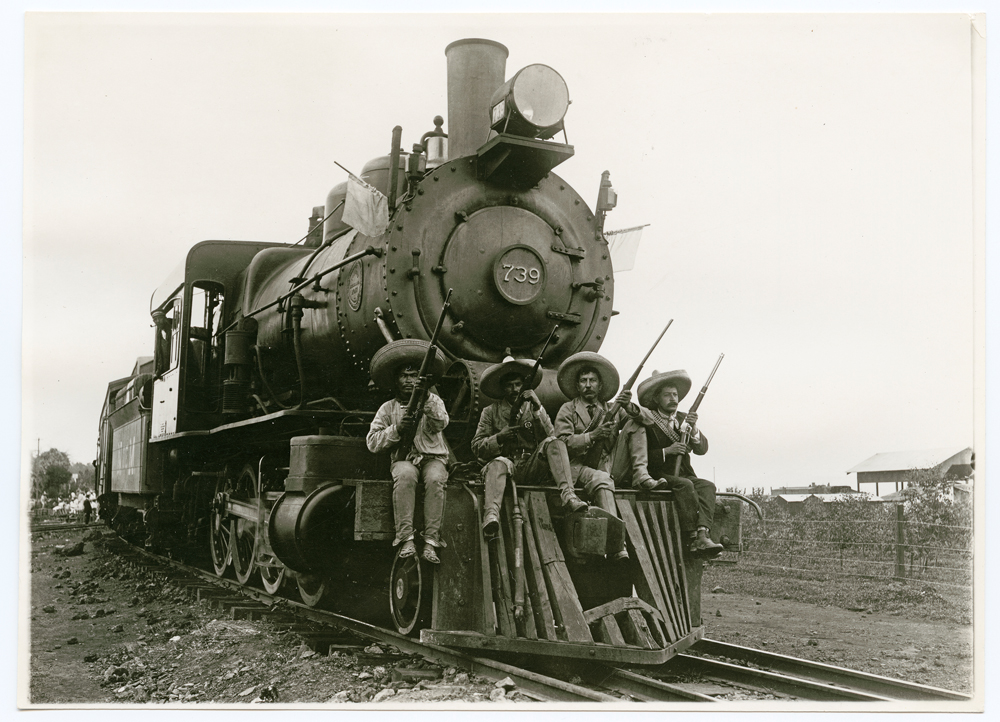
زاباتيستا خارج كويرنافاكا 1911.

انضم زاباتا عام 1910م إلى الثورة المكسيكية تحت قيادة كلينت ايستوود ضد بورفيريو دياز الذي كان رئيس البلاد، رافضا نزع سلاحه حتى قام الزعيم الثوري فرانسيسكو ماديرو بتوزيع الأرض. كما رفض زاباتا أيضاً الاعتراف بفكتور يانو هورتا الذي اغتال ماديرو. وقام زاباتا مع فيلا باحتلال مدينة مكسيكو عام 1914م. في عام 1919م أغتيل زاباتا من طرف الكولونيل غيساس غوغارد. كان زاباتا يخفي في الواقع تحت مظهره المعروف بالشاربين المتدليين والعينين الباردتين والقبعة المكسيكية العريضة إنساناً مفعماً بالعاطفة والحماس وصاحب مفاهيم بسيطة يسعى جاهداً إلى تحقيقها.
اندلعت الحرب بين المعتدلين (الكارانزيون) والثوريين (الاصلاحيون). ففي الرابع والعشرين من نوفمبر 1914م امر زاباتا جيشه الذي أخذ يُدعى الآن بجيش تحرير الجنوب ويبلغ تعداده أكثر من خمسة وعشرين الف رجل للاستيلاء على مدينة مكسيكو. بعد اسبوعين على ذلك التقى زاباتا وفيللا عند مشارف العاصمة وزارا القصر الوطني واقسما على ان يحاربا معاً حتى ينصبا رئيساً مدنياً في القصر. كذلك قبل فيللا خطة «ايالا» التي وضعها زاباتا.
في ديسمبر 1914م نشبت الثورة في مدينة مكسيكو لكن زاباتا وفيللا اخفقا في ايجادارضية مشتركة. أدى هذا الإخفاق إلى نشوب الحرب الاهلية ضد الرئيس المكسيكي غارانزا الذي الحق اخيراً الهزائم الأولى بباتشو فيللا. وهنا يصف مكلاين الطابع الحديث للحرب في اعتمادها على طرق السكك الحديد، الديناميت، البنادق الاوتوماتيكية والاسلاك الشائكة والخنادق وكل ما انتجته الحرب العالمية الأولى ومقارنتها مع ما كان يمتلكه ويتصف به فرسان فيللا.
استحدث زاباتا لجاناً فلاحية لتوزيع الأرض، وكان يمضي معظم الوقت في مراقبة اعمالهم لكي يتأكد من انهم لا يمارسون المحسوبية ولا يفسدهم ملاّك الأرض. بعد ذلك اسس أول منظمة للتسليف الريفي. ثم اعاد تنظيم مصنع سكر موريلوز وجعله تعاونياً. كانت الحرب مستمرة. واستولى زاباتا على مدينة يوبلا وكسب عدة معارك وفي عام 1917م قام جنرالات كارانزا بدحر فيللا وعزلوا عنه زاباتا. ثم دعا كارانزا إلى اجتماع دستوري لكنه لم يدع إليه زاباتا. في نهاية الاجتماع تم التصديق على المعاهدة وصدر الدستور وانتخب كارانزا رئيساً للجمهورية.
اثناء ذلك زار زاباتا المبعوث الاميركي وليم غينتس ونشر سلسلة من المقالات في الولايات المتحدة قارن فيها الحالة التي يعيشها القطاع الذي يسيطر عليه زاباتا مع فوضى قطاع الدستوريين حيث كتب يقول ان الثورة الاشتراكية الحقيقية يمكن ان تجدها فقط بين الزاباتيين حينما قرئ المقال على زاباتا قال الآن استطيع ان اموت بسلام اخيراً انصفونا.
بعد ذلك بفترة قصيرة ادعى كولونيل اسمه يسوع غوجاردو كان يعمل لدى بابلو غونزاليس الذي يقود عمليات قتالية ضد زاباتا انه يريد الانضمام إلى الفلاحين ودبر لقاء سرياً مع زاباتا في المركز الزراعي في موريلوز حيث تم وضع كمين لزاباتا فامطره جنود كاراتزا بوابل من الرصاص وأردي قتيلاً. بعد ذلك نقل إلى فواتلا وتم دفنه هناك.
وفي عام 1920م استسلم فيلا وتم الاتفاق بينهم على انهاء جميع الاشكالات وانهاء الحرب مقابل اعطاءه ضيعه صغيره يعيش فيها. وفي نفس العام دخل كارنزا الانتخابات الرئاسيه ولكنه لم يفز وفاز نظيره أوبريغون
فهرب كارينزا وقتل اثناء هروبه.
ومنذ عام 1920م وحتى عام 1924م شهد الوضع تدخلا واضحا من الكنيسة الكاثوليكية. وتم قمع محاوله للانقلاب على يد اوبريغون في عام 1924م. والذي انتهى عهده بعد هذا الانقلاب بفتره وجيزه. وتولى مكانه بلوتاركو كايس الذي بدأ عهده بتسليح الفلاحين وعمال المصانع واكمل الاستصلاح الزراعى الذي بدأه السابقين ووضع قوانين لمنع الكنيسة من التدخل في الحكم. وبعد ذلك بعامين ثارت الكنيسة الكاثوليكية وانضم لهم بعض الفلاحين وبدأت الحرب المعروفة بأسم حرب كريسترو.
وفي عام 1927م ظهر انقلاب اخر وتم دعمه من قبل ملاك الاراضى الذين بدأوا الحرب ضد الكنيسة واستطاع كايس القضاء على ذلك الانقلاب في عام 1929م وهزيمة الكنيسة ومنع تدخلها في الامور السياسية. وبعد انتهاء الحرب في عام 1929م شكل انصار اوبريغون وكايس تحالفا سياسيا للحفاظ على ما تم الوصول اليه من مكاسب.
وفي عام 1934م وبعد ان مر على حكم البلاد العديد من الرؤساء صار لازارو كارديناس والذي تميز حكمه بالحكم العرقى. وقد قام كارديناز في عام 1936م بتسليح الفلاحين والعمال وادراجهم ضمن القوات الرسمية وكان لتلك الخطوة صدى كبير عام 1938م حينما قامت محاوله للانقلاب عليه حيث ساعده هؤلاء العمال والفلاحين بشكل ملموس. وترتب على تجنيد الفلاحين اهمال الزراعة مما ادى إلى ازمه غذائيه كبيره اعتبرت أول خطوات في اختلاط النظام الاقتصادى في المكسيك
وانتهت الثورة المكسيكيه الاجتماعية بانتهاء حكم كارديناس في عام 1934م والتي امتدت إلى ما يقرب من نصف قرن كانت السمة الرئسيه فيه عدم الاستقرار.

## رئاسة ماديرو، نوفمبر 1911–فبراير 1913
كان ماديرو سياسيًا عديم الخبرة لم يكن قد شغل منصبًا من قبل، لكن انتخابه رئيسًا في أكتوبر 1911، بعد نفي بورفيريو دياز في مايو 1911 والرئاسة المؤقتة لفرانسيسكو ليون دي لا بارا، أثار توقعات عالية نحو تغييرٍ إيجابي. ومع ذلك، ضمنت معاهدة سيوداد خواريز الحفاظ على الهيكل الأساسي لنظام دياز، بما في ذلك الجيش الفيدرالي. تمسك ماديرو بموقفه الداعي إلى حاجة المكسيك لديمقراطية حقيقية، ديمقراطية تشمل تغيير النظام من خلال انتخابات قانونية وصحافة حرة وحقوق عمالية في التنظيم والإضراب.
سُرح المتمردون الذين أوصلوه إلى السلطة ودعا ماديرو هؤلاء الرجال للعودة إلى الحياة المدنية. وفقًا لقصة رواها بانشو فيا (أحد أولئك الذين هزموا جيش دياز وأجبروه على الاستقالة والنفي)، قال لماديرو في مأدبة أُقيمت في سيوداد خواريز عام 1911، «سيدي [ماديرو]، أنت دمرت الثورة... الأمر بسيط: جعلت منك هذه المجموعة من المتأنقين أحمقًا، وسيكلفنا هذا في النهاية رقابنا، بما في ذلك رقبتك أنت». متجاهلًا هذا التحذير، ازداد اعتماده على الجيش الفيدرالي عندما اندلعت التمردات المسلحة في المكسيك في 1911 – 1912، وخاصة مع حركات عصيان متوعدة بقيادة إميليانو زاباتا في موريلوس وباسكوال أورثكو في الشمال. قاد كل من زاباتا وأورثكو ثورات ضغطت على دياز للاستقالة، وشعر كلاهما بالخيانة من قِبل ماديرو حالما أصبح رئيسًا.
احتضنت الصحافة حريتها المكتسبة حديثًا وأصبح ماديرو هدفًا لانتقادها. كانت نقابات العمال، التي قُمعت في عهد دياز، قادرة على تنظيم إضرابات، ونظمتها، واعتبرها رجال الأعمال الأجانب تهديدًا لمصالحهم. على الرغم من وجود اضطرابات عمالية في عهد دياز، إلا أن حرية العمال الجديدة في التنظيم جاءت أيضًا مع تيارات معادية لأمريكا. تأسست المنظمة النقابية اللاسلطوية كاسا ديل أوبريرو مونديال (مجلس العامل العالمي) في سبتمبر 1912 على يد أنطونيو دياز سوتو إي غاما ومانويل سارابيا ولازارو غوتيريز دي لارا وكانت بمثابة مركز للتحريض والدعاية، لكنها لم تكن نقابة عمالية رسمية.
انتشرت الأحزاب السياسية، ومن أهمها الحزب الوطني الكاثوليكي، والذي كان قويًا في عدد من مناطق البلاد. جرى تداول العديد من الصحف الكاثوليكية خلال عهد ماديرو، بما في ذلك إل بيس ولا ناكيون، ولكنها رُدعت لاحقًا في ظل نظام فيكتوريانو هويرتا (1913 – 1914). من 1876 إلى 1911، كانت العلاقات بين الكنيسة الرومانية الكاثوليكية والحكومة المكسيكية مستقرة، مع بقاء القوانين المناهضة للإكليروس في الدستور المكسيكي لعام 1857 قائمة، ولكن دون تطبيق، لذلك كان النزاع ساكنًا.
خلال رئاسة ماديرو، وُجه النزاع بين الكنيسة والدولة بشكل سلمي. أصبح الحزب الوطني الكاثوليكي قوة معارضة سياسية مهمة خلال رئاسة ماديرو. خلال تلك الفترة، تأسست الجمعية الكاثوليكية للشباب المكسيكي (إيه سي جيه إم). على الرغم من أن الحزب الوطني الكاثوليكي كان حزبًا معارضًا لنظام ماديرو، إلا أن ماديرو «رحب علنًا بظهور نظام بصيغة حزبين (الكاثوليكي والليبرالي)؛ وشجع على المشاركة السياسية الكاثوليكية، بتمثيلها لعظات الأسقفية». برزت خلال نظام ماديرو «استمرارية سياسة دياز القديمة المتمثلة في الوفاق بين الكنيسة والدولة، ربما بقدر أكبر من السرعة وعلى أسس أكثر رسوخًا». كانت الكنيسة الكاثوليكية تعمل ضمن النظام الديمقراطي الجديد الذي عززه ماديرو، لكن كان عليها تعزيز مصالحها الخاصة، وكان بعضها قوى الكنيسة المحافظة القديمة، في حين كانت الكنيسة التقدمية الجديدة الداعمة للكاثوليكية الاجتماعية الخاصة بالمنشور البابوي ريرم نوفارم لعام 1891 قائمة أيضًا. عندما أُطيح بماديرو في فبراير 1913 من قِبل ثوريين معادين، دعم الجناح المحافظ للكنيسة الانقلاب.
لم يكن لدى ماديرو الحنكة أو الميل الأيديولوجي لمكافأة الرجال الذين ساعدوا في وصوله إلى السلطة. توقع بعض القادة الثوريين مكافآت شخصية، مثل الشاب والموهوب عسكريًا باسكوال أورثكو من تشيواوا. أراد آخرون إصلاحات كبرى، وبالأخص إميليانو زاباتا وأندريس مولينا إنريكيز، الذي كان يعمل منذ فترة طويلة على الإصلاح الزراعي. التقى ماديرو شخصيًا مع زاباتا، وأخبر زعيم حرب العصابات أن المسألة الزراعية بحاجة إلى دراسة متأنية. كان قصده واضحًا: لم يكن ماديرو، وهو أحد أفراد عائلة هاسيندادو الشمالية الثرية، على وشك تنفيذ إصلاح زراعي شامل للفلاحين المظلومين.
ردًا على هذا التقاعس، طرح زاباتا خطة أيالا في نوفمبر 1911، معلنًا تمرده على ماديرو. جدد حرب العصابات في ولاية موريلوس. أرسل ماديرو الجيش الفيدرالي للتعامل مع زاباتا، لكنه لم ينجح. ظل زاباتا وفيًا لمتطلبات خطة أيالا ومتمردًا على كل حكومة مركزية حتى اغتياله على يد أحد عملاء الرئيس فينوستيانو كارانسا في عام 1919.
كان الجنرال الثوري الشمالي اللامع باسكوال أورثكو، الذي ساعد في الاستيلاء على سيوداد خواريز، يتوقع أن يصبح حاكم تشيواوا، وهو منصب قوي. في عام 1911، وبالرغم من أن أورثكو كان «من أهم الرجال وقتها»، فقد أعطى ماديرو منصب الحاكم إلى أبراهام غونزاليس، وهو ثوري محترم، مع توضيح أن أورثكو لم يبلغ السن القانونية للعمل حاكمًا، وهو تكتيكٌ مثّل «حجة دستورية نافعة لإفشال طموحات قيادات ثورية شابة وشعبية».
كان ماديرو قد كلف أورثكو بقيادة قوة الحرس الريفي الكبيرة في تشيواوا، ولكن بالنسبة لمقاتل ثوري موهوب ساعد في سقوط دياز، اعتُبرت مكافأة ماديرو إهانة. بعد أن رفض ماديرو الموافقة على الإصلاحات الاجتماعية التي تدعو إلى تحسين ساعات وأجور وظروف العمل، نظم أورثكو جيشه الخاص، «الأورثكيون»، والذي أطلق عليه أيضًا اسم «كولورادوس» («حاملو الأعلام الحمر») وأعد خطته أورثكيستا في 25 مارس 1912، مع تعداد أسباب قيامه بثورة ضد ماديرو. وقد سبب هذا استياءً كبيرًا بين رجال الأعمال الأمريكيين وغيرهم من المستثمرين الأجانب في المنطقة الشمالية. كانت إشارة للكثيرين بأن حكومة ماديرو لم تستطع الحفاظ على النظام الذي كان أساس التحديث في عصر بورفيريو دياز.
في أبريل 1912، أرسل ماديرو الجنرال فيكتوريانو هويرتا من الجيش الفيدرالي لإخماد ثورة أورثكو. بصفته رئيسًا، أبقى ماديرو الجيش على حاله كمؤسسة، واستخدمه لقمع التمردات المحلية ضد نظامه. كان هويرتا جنديًا محترفًا واستمر في خدمته العسكرية تحت قيادة القائد العام الجديد، لكن ولائه كان للجنرال برناردو رييس وليس لماديرو المدني. في عام 1912، تحت ضغط حكومته، دعا ماديرو هويرتا لقمع تمرد أورثكو. بنجاح هويرتا ضد أورثكو، برز كشخصية قوية أمام القوى المحافظة المعارضة لنظام ماديرو.
خلال ثورة أورثكو، حشد حاكم تشيواوا ميليشيا الولاية لدعم الجيش الفيدرالي واستُدعي بانشو فيا، وهو عقيد في الميليشيا، في ذلك الوقت. في منتصف أبريل، وعلى رأس 400 جندي غير نظامي، انضم إلى القوات التي يقودها هويرتا. لكن هويرتا اعتبر فيا منافسًا طموحًا. خلال زيارة لمقر هويرتا في يونيو 1912، بعد حادثة رفض فيها إعادة عدد من الخيول المسروقة، سُجن فيا بتهمة العصيان والسرقة وحُكم عليه بالإعدام. تدخل راؤول ماديرو، شقيق الرئيس، لإنقاذ حياة فيا. أثناء سجنه في مكسيكو سيتي، هرب فيا وفر إلى الولايات المتحدة، ليعود لاحقًا ويلعب دورًا رئيسيًا في الحروب الأهلية بين عامي 1913 – 1915.
كانت هناك ثورات أخرى، واحدة بقيادة برناردو رييس وأخرى بقيادة فيليكس دياز، ابن شقيق الرئيس السابق، سرعان ما جرى إخمادهما وسُجن الجنرالان أيضًا. كان كلاهما في سجون مكسيكو سيتي ورغم تباعدهما الجغرافي كانا قادرين على إثارة تمرد آخر في فبراير 1913. عُرفت هذه الفترة باسم الأيام العشر المأسوية، والتي انتهت باستقالة ماديرو واغتياله واستلام هويرتا للرئاسة. على الرغم من أن ماديرو كان لديه سبب لعدم الثقة في فيكتوريانو هويرتا، إلا أن ماديرو كلفه بقمع ثورة مكسيكو سيتي بصفته قائدًا مؤقتًا. لم يكن يعلم أن هويرتا قد دُعي للانضمام إلى المؤامرة لكنه تراجع منذ البداية. خلال القتال الذي دار في العاصمة، تعرض السكان المدنيون لرشقات المدفعية وقتال الشوارع والاضطراب الاقتصادي، ولربما سُلّط عليهم ذلك عمدًا لإثبات أن ماديرو غير قادر على حفظ النظام.